# Drenovac (Knjaževac)
Drenovac (em cirílico: Дреновац) é uma vila da Sérvia localizada no município de Knjaževac, pertencente ao distrito de Zaječar, na região de Timočka Krajina. A sua população era de 87 habitantes segundo o censo de 2011.

## Demografia
| 1948 | 1953 | 1961 | 1971 | 1981 | 1991 | 2002 | 2011 |
| ---- | ---- | ---- | ---- | ---- | ---- | ---- | ---- |
| 446  | 475  | 390  | 328  | 268  | 206  | 141  | 87   |